# Scherf Emil
Scherf Emil (Trento, 1883. június 4. – Budapest, 1967. július 14.) vegyészmérnök, hidrogeológus, a föld- és ásványtani tudományok kandidátusa.

## Életrajza
Scherf Emil 1889. június 4-én született az olaszországi Trentóban. 1911-ben a budapesti műegyetemen szerzett vegyészmérnöki oklevelet, A földtan iránti érdeklődését Schafarzik Ferenc geológus professzor keltette fel. majd az agrokémiai tanszéken dolgozott az I. világháború kitöréséig. A világháborúban végig katona volt. 1920-ban került be a Magyar Királyi Földtani Intézetbe, ahol a kiváló agro-főgeológus Treitz Péter mellett dolgozott. 1924-ben a budapesti Tudományegyetemen földtanból szerzett doktori fokozatot. Sokoldalú felkészültsége és kiváló képességei alapján pedig még ugyanebben az évben Rockefeller-ösztöndíjat is kapott; két és fél évig a zürichi Műegyetemen a nemzetközi hírű Georg Wiegner professzor mellett dolgozott. Visszatérve a Földtani Intézetbe főgeológusként dolgozott nyugdíjba vonulásáig, további kutatási megbízásokkal pedig élete végéig.

## Munkássága
A magyar medence negyedkori földtani történetével foglalkozott. 1939-től a kárpáti duzzasztógátak műszaki geológusa lett. Kitűnő talajvegyész, az Alföld fáradhatatlan kutatója volt. 1944-ig nyugdíjazásáig főgeológus, ettől kezdve haláláig szakértőként működött különféle nyersanyagkutatási programokban. Több szabadalmi eljárását jegyezték be. Legismertebb szabadalma a kálisó hazai kinyerésére munkaközösségben kidolgozott, elfogadott és jutalmazott eljárás.
Sok évtizeden át volt a Magyarhoni Földtani Társulat választmányi, a Hidrológiai Társulat választmányi, majd tiszteletbeli tagja, a Bogdánfy-díj kitüntetettje.

## Főbb munkái
- Hévforrások okozta kőzetelváltozások a Buda-Pilisi hegységben (Hidrológiai Közlöny, 1922)
- A Szabolcs megyei sósvizek geológiai, hidrológiai és chemicai viszonyai (Jelentés a Jövedéki Mélykutatás 1947–48. évi munkálatairól, 1948)